# Platismatia glauca
Platismatia glauca (gelegentlich auch als Graue Tartschenflechte bezeichnet) ist eine in Mitteleuropa häufige Blattflechtenart, die überwiegend Baumrinde besiedelt.

## Beschreibung
Platismatia glauca ist breitlappig (Lappenbreite bis 2 cm), der unregelmäßig wachsende, teils gerunzelte Thallus steht meist deutlich von der Unterlage ab und ist an den Rändern wellig bis gekraust. Die Ränder sind zudem oft sorediös oder mit korallenartigen Isidien besetzt. Die Färbung ist oberseits hellgrau bis grau, häufig mit Stich ins Bläuliche oder (feucht) Grünliche. Die Lagerunterseite ist meist braun bis schwärzlich. Apothecien sind selten, dann braun gefärbt.

## Verbreitung
Die Art kommt von Nord- bis Südeuropa vor und besiedelt insbesondere saure, nährstoffarme Borke von Laub- oder Nadelbäumen, zuweilen auch Silikatgestein. Vor allem in höheren, nebelreichen Lagen ist sie gebietsweise sehr häufig.